# Ulla von Brandenburg
Ulla von Brandenburg, nacida en 1974 en Karlsruhe, es una artista alemana. Vive y trabaja en París. 
Muestra su trabajo internacionalmente y es una de los cuatro finalistas nominados para el Premio Marcel Duchamp en 2016.  

## Educación
Se formó en Alemania en la Universidad de Artes y Diseño de Karlsruhe en escenografía. También estudió artes visuales en la Escuela Superior de Bellas Artes de Hamburgo.

## Enfoque artístico
El trabajo de Ulla von Brandenburg está inspirado en la literatura, el teatro y el psicoanálisis. Ella está interesada en la iconografía del siglo XIX, en la historia de la tecnología y en la revolución industrial.
Ella usa una amplia variedad de medios y técnicas, incluyendo video, performance, teatro, pintura mural, dibujo o diseños sobre tela. Ulla von Brandenburg declara que "tengo la idea de un trabajo al mismo tiempo que el formato apropiado para ese trabajo".
Si prefiere los videos en blanco y negro, es en color que se expresan sus obras visuales. Un color arquitectónico para sus cortinas, instalaciones de telas, imágenes de cintas con telas brillantes o incluso cortes de papel colorado. Un color descolorido para sus acuarelas de personajes fantasmales.
Las obras de Ulla von Brandenburg plantean la cuestión de la representación y es a través del estilo y del lenguaje del teatro y de la escenografía que ella construye muchos de sus proyectos. Los elementos escénicos, las cortinas de la Commedia dell'arte, los trajes de Arlequín, etc., son referencias que permiten que sus obras pasen de la realidad a la ficción o la ilusión.   
Sus instalaciones se desarrollan como escenografías que a menudo se perciben al revés y en las que se entra a través de unos telones. El telón es un motivo fundamental en su trabajo, que ella describe de la siguiente manera: “Como el espejo tiene dos lados, el que nos refleja y el que se esconde detrás, el telón tiene dos caras también. En el circo puedes doblarlo en un espacio muy pequeño y desplegarlo hasta que tenga la talla de una carpa. Me gusta camuflar o cambiar el espacio con medios pobres o muy simples para crear un lugar diferente. La tela es el medio ideal, es barata, fácil de transportar, modular. Es un material nómada."
El otro motivo recurrente en su trabajo es el bosque, qui es presente en sus videos (la película Chorspiel) y en sus obras de papel tapiz cortado. Al igual que con el telón, este motivo no se refiere a algo en particular, sino se refiere "tanto a Wagner y Alemania como a Tarkovski y a una cultura común". En todas partes corresponde a un universo, a cuentos, al inconsciente...".
Sus actuaciones, públicas o filmadas, revelan las diferentes facetas de la obra de Ulla von Brandenburg: ella escribe los textos y las canciones, dibuja los escenarios y el vestuario, elige y dirige a los actores.
En febrero de 2019, una exposición en el Museo Regional de Arte Contemporáneo Occitania, en Sérignan (Hérault), presenta sus retratos de mujeres comprometidas, eruditas y militantes..

## Exposiciones personales
- 2005 : 
  - Künstlerstätte Schloss Bleckede, Alemania
  - Der Brief, instalación en el espacio público, Berlín
  - I am making a crazy quilt and I want your face for the center, Pavilion Project, Montreal
  - Fuenf sind  doch schon im ersten Spiel, Trottoir, Hamburgo
- 2006 : 
  - Cinq milliards d'années, Módulo 1, Palais de Tokyo, París
  - Kunsthalle, Zürich, Suiza
- 2007 : 
  - Karo Sieben, Galerie Arte: Concept, París
  - Brief Oder Neuigkeiten, Produzentengalerie, Hamburgo
- 2008 : 
  - Whose beginning is not, nor end cannot be, Dublín
  - Project Space  PS1, Nueva York
  - Art Unlimited, Art 39 Basel
  - Passengers: 1.8: Ulla Von Brandenburg, CCA Wattis Instituto para Artes Contemporáneas, San Francisco
  - Ulla von Brandenburg ? Wo über dem Grün ein rotes Netz liegt, Düsseldorf
  - La Maison, Docking Espacio de proyecto de la Estación au Stedelijk Museo, Ámsterdam
- 2009
  - Name or Number, Altiplanicie - Frac Île-de-Francia, París
  - Wagon Wheel, Pilar Corrias Galería, Londres
  - Chisenhale Gallery, Londres
- 2010 : 
  - Neue Alte Welt, Galerie Art: Concept, París
  - Chorspiel, Lilith Performance Studio, Malmö, Suecia
  - K21 Kunstsammlung Nordrhein-Westfalen, Düsseldorf
  - Galerie Santo-Séverin, París
- 2011 : 
  - Das Versteck des W.L, Produzentengalerie, Hamburgo
  - Vitrine de l'Antenne, Frac Île-de-Francia, París
  - Neue Alte Welt, El Gremio Común, Glasgow
- 2012 : 
  - Mirrorsong, Pilar Corrias Gallery, Londres
  - Le Chevalier inexistant, Rosascape, París

- 2013 : 
  - Death of a King, Palais de Tokyo , París[4]
  - Dado Straße, Galerie Art: Concept, París
  - Innen ist nicht Aussen, Secesión, Vienne  [5][6]
  - Kunstpreis Finkenwerder, Kunsthaus, Hamburgo
  - Prospectif Cinéma, Centro Pompidou, París
  - Das Wertesck des W.L, Kunsthalle, Hamburguesa
  - Gleich, Gleich, Gleich, Kiosk, Gent, Bélgica
  - Eigenschatten - Ombra Propria, Monitor, Roma
  - Following the Signs, Herzliya Museum, Herzliya, Israel
- 2014 : 
  - 24 Filme, kein Schnitt, MAMCO, Genève, Genève[7]
  - Inside is not outside, Kunstverein Hanover
- 2015 : 
  - Zuvor wie Vorher, Produzentengalerie, Hamburgo
  - Baisse-toi montagne, Lève-toi vallon au Kaaitheater, Bruxelles[8]
  - Gestern ist auch morgen und heute ist wie hier, Kunstverein Kassel[9]
  - Kalns, grimsti ! Ieleja celies ! (Baisse-toi montagne, Lève-toi vallon), kim? Centro de Arte contemporáneo, Riga, Letonia[10]
  - Ulla von Brandenburg : Objetos Sin Sombra, Pilar Corrias Galería, Londres
  - Sink down mountain, Rise up valley, Performa, Nueva York[11]

- 2016 :
  - Orange meets blue, Kasia Michalski Galería, Varsovie, Pologne[12]
  - Sink down mountain, Rise up valley, El Gremio Común, Glasgow, Reino Unido[13]
  - Manchmal Ja, manchmal Nein, Haus Konstruktiv, Zürich, Suiza[14]

## Premios
- Begabtenstipendium der Dietzte-Stiftung, 2003
- Reisestipendium, Verein für Neue Kunst en Hamburgo Stipendium Künstlerstätte Schloss Bleckede, 2005
- Jürgen-Ponto-Stipendium, 2006
- Kunstpreis der Böttcherstraße En Bremen, 2007
- Finkenwerder Premio de arte, 2013[15]
- En 2016,  es una  de los cuatro finalistas nominados para el Premio Marcel Duchamp